# Ludwig Hauk
Ludwig Hauk (Bécs, 1799. szeptember – Arad, 1850. február 19.) (Hauk Lajos) osztrák származású honvéd alezredes, az 1848–49-es forradalom és szabadságharc egyik katonája, az aradi vértanúk egyike.

## Katonai pályafutása
Hauk 1813 és 1826 között szolgált a császári-királyi hadseregben, hadnagyi rangot ért el. 1826-ban rangjának elvesztése mellett leszerelt. 1848-ban részt vett a márciusi bécsi forradalomban, utána a Constitution című újságot szerkesztette. Az 1848. októberi bécsi felkelés során számos cikkel biztatta a felkelőket az ellenállásra, és részt vett a corps d’elite nevű csapat felállításában is.
A hadtest élén október 25-én felvette a harcot a Bécset támadó császári és királyi csapatok ellen. A megadást javasló Messenhauser nemzetőrségi parancsnok ellenében a végsőkig való ellenállást választotta. A felkelés elbukása után bujkált, majd sikerült átjutnia Magyarországra és Budapestre menekült.
Kossuth biztatására egy császárellenes pamfletet adott ki „A Habsburg-ház utolsó órája” címmel. A kiadvány meglehetősen élesen támadta Ferenc Józsefet, a császári családot és a cs. és kir. hadsereget, illetve tábornokait. Kossuth pártfogásával a magyar honvédsereg tisztje lett, 1849. január 23-án őrnaggyá nevezték ki és Csány Lászlóval együtt Erdélybe küldték. 1849. áprilisától Bem seregében szolgált, részt vett a bánsági hadjáratban. Június 27-étől vezérkari ezredesi rangot kapott, majd júliusban Szegedre ment és az onnan visszavonuló csapatokkal jutott Temesvár alá.
A temesvári csatavesztés (aug. 9.) után Lugoson csatlakozott Vécsey Károly vezérőrnagy csapataihoz, majd amikor ezek is megadták magukat, megpróbált Pestre visszajutni. Biharkeresztesen tartóztatták le, először szeptember 17-én, Váradolasziban hallgatták ki.

## Elítélése és kivégzése
Haukot távollétében már a bécsi forradalomban játszott szerepéért 12 év fogházra ítélték. Elfogatása után Pestre szállították. Johann Franz Kempen altábornagy, a budai katonai kerület parancsnoka Bécsbe akarta szállíttatni, de Euthym Nedelkovich törzshadbíró ezt ellenezte, véleménye szerint, mint volt honvédtisztet, Hauk ellen az eljárást Pesten vagy Aradon kellett lefolytatni. Végül 1849. december 11-én Julius Jacob von Haynau elrendelte, hogy Aradra szállítsák.
Aradon először 1849. december 22-én, majd 1850. január 25-én hallgatták ki. Január 28-án a vád felségárulásért és fegyveres lázadásért halálos ítéletet javasolt, és ezt követően január 31-én a hadbíróság halálra ítélte. Az eljárásrendnek megfelelően az ítéletet felterjesztették Pestre, ahol Haynau táborszernagy február 8-án megerősítette azt. Felix Schwarzenberg miniszterelnök a korábbi kivégzések által keltett nemzetközi felháborodás miatt ugyan azt javasolta Haynaunak, hogy Haukot ítéljék kegyelem útján 20 év várfogságra, de Haynau ezt nem vette figyelembe. Február 18-án a hadbíróság kihirdette az immár jogerős ítéletet, és másnap, 1850. február 19-én kivégezték.